# Cupido staudingeri
Cupido staudingeri är en fjärilsart som beskrevs av Hugo Theodor Christoph 1873. Cupido staudingeri ingår i släktet Cupido och familjen juvelvingar. Inga underarter finns listade i Catalogue of Life.